# Ormelle
Ormelle là một đô thị ở tỉnh Treviso trong vùng Veneto, có cự ly khoảng 40 km về phía bắc của Venice và khoảng 20 km về phía đông bắc của Treviso. Tại thời điểm ngày 31 tháng 12 năm 2004, đô thị này có dân số 4.262 người và diện tích là 18,8 km².
Đô thị Ormelle có các frazione (đơn vị cấp dưới) Roncadelle và Tempio.
Ormelle giáp các đô thị: Breda di Piave, Cimadolmo, Fontanelle, Maserada sul Piave, Oderzo, Ponte di Piave, San Polo di Piave.